# Spangle
Spangle is een plaats (town) in de Amerikaanse staat Washington, en valt bestuurlijk gezien onder Spokane County.

## Demografie
Bij de volkstelling in 2000 werd het aantal inwoners vastgesteld op 240.
In 2006 is het aantal inwoners door het United States Census Bureau geschat op 232, een daling van 8 (-3,3%).

## Geografie
Volgens het United States Census Bureau beslaat de plaats een oppervlakte van
1,0 km², geheel bestaande uit land.

## Plaatsen in de nabije omgeving
De onderstaande figuur toont nabijgelegen plaatsen in een straal van 24 km rond Spangle.